# Liste des cathédrales de la Barbade
Cet article recense les cathédrales de la Barbade.
La Barbade possède plusieurs cathédrales.

## Catholique romain
- Cathédrale Saint-Patrick, à Bridgetown

## Anglican
- Cathédrale Saint-Michel-et-Tous-les-Anges, à Bridgetown